# Jean Calvin
Jean Calvin, egentligen Jean Cauvin (tyska Johannes Calvin), född 10 juli 1509 i Noyon, Picardie, Frankrike, död 27 maj 1564 i Genève, Schweiz, var en fransk-schweizisk reformator.

## Biografi
Jean Calvin är den mest betydande 1500-talsreformatorn vid sidan av Martin Luther. Hans läror blev grunden till den kalvinistiska läran, som i sin tur gav upphov till den reformerta läran. Hans tankegångar utgör grunden i protestantiska rörelser i Schweiz, Frankrike, södra Tyskland, Holland och Skottland. Även i England och USA fick Calvins tankar större inflytande än Luthers.
Efter att 1534 ha anslutit sig till reformationen tvingades han att fly från Paris till Basel. Efter 1536 verkade Calvin som predikant i Genève, där han 1536–1538 tillsammans med Guillaume Farel byggde upp en reformert församling. På grund av sin moraliska stränghet utvisades Calvin från staden 1538 men kallades tillbaka 1541.
Genom att grunda akademin i Genève 1559, framför allt för prästutbildning, fick Calvin ett inflytande långt utöver stadens gränser och bidrog till reformationens spridning i Europa. Den viktigaste av hans många skrifter är Institutio Christianae religionis (1536).
Hans lära, kalvinismen, har sin största utbredning i Schweiz, västra Tyskland, Nederländerna, Sydafrika och USA. Till de två sistnämnda länderna har kalvinismen kommit genom invandring från tidigare nämnda länder, och satt sin teologiska prägel på många reformerta och protestantiska samfund.
Calvin var son till en ämbetsman i Noyon, Frankrike. Bestämd för den prästerliga banan, inledde han 1523 sina studier vid Paris universitet. Efter att enligt faderns önskemål övergått till juridiska studier, övergick han efter dennes död 1531 till humanistiska studier. Han kom genom lutheransktinfluerade vänner, studier av Luthers skrifter och bibeln allt längre från den katolska kyrkoläran, någon som slutligen fick honom att bryta med kyrkan. Tidpunkten är omtvistad - 1528 eller 1533, det var dock först 1533 som Calvin öppet framträdde med sin nya åskådning, och då genast blev en ledare för de evangeliska i Paris.
Inför hotande förföljelser måste han 1534 lämna Frankrike och slog sig ned i Basel. Här skrev han en systematisk framställning av den nya trosläran, Institutio Christianae religionis (1536), vars företal är en apologi till de franska trosförvanterna, riktad till Frans I. Han tänkte sig själv fortfarande sin framtid främst som teologisk författare, men då han i juli 1536 på genomresa kom till Genève, tvangs han in i det praktiska kyrkoarbetet. Genève, en betydande handelsstad tack vare sitt läge eftertraktad av grannstaterna, hade då med den evangeliska kantonen Berns hjälp befriats från det katolska Savojen och efter fransmannen Guillaume Farels agitation avskaffat den påvliga religionen. Farel, ur stånd att själv ordna det kyrkliga livet, förmådde Calvin att stanna som predikant. Den stränga kyrkotukt som Calvin nu försökte införa, fick honom dock i konflikt med det härskande partiet, och då han inte ville vika, utvisades han 1538.
Kallad till pastor för den franska flyktingförsamlingen i Strassburg, fortsatte han sin litterära verksamhet, bland annat med en kommentar till Romarbrevet och en ny, mycket utvidgad upplaga av Institutio, och utvecklade under Martin Bucers inflytande sitt teologiska och kyrkoorganisatoriska system. Då under tiden fullständigt kaos hotade i Genève, såg man sig nödsakad att kalla tillbaka Calvin, vilken driven av sin pliktkänsla återvände 1541. Han genomdrev nu en ny kyrkoordning enligt sina Ordonnances ecclésiastiques (1541), skrev för kristendomsundervisningen den så kallade "Genève-katekesen" och gav åt gudstjänsten en strängt antikatolsk prägel. Altaren, bilder, krucifix och orglar bortskaffades, och en starkt förenklad liturgi infördes.
I kyrkan skulle enligt Calvin finnas fyra ämbeten: pastorer, doktorer (för undervisning), äldste och diakoner (för fattig och sjukvård). Pastorerna tillsammans 'i styresorganet Vénérable compagnie övervakade renlärigheten och ingick jämte de äldste i konsistioriet, som utövade kyrkotukten, genom vilken privatlivet utsattes för ingående övervakning. Mot felande användes i första hand kyrkliga bestraffningar, men ofta överlämnade han dessutom till rådet, som dömde till fängelse, landsförvisning eller avrättning. Calvin lyckades inte helt genomföra sin avsikt att göra kyrkan oberoende av statsmyndigheterna: pastorer utnämndes av rådet, som även valde de äldste, vilka bildade majoriteten i konstistoriet (dess ordförande var en lekman). Kyrkoförfattningen blev, i enlighet med Calvins läggning, helt aristokratisk. Efter några års relativt lugnt reformarbete mötte Calvin en häftig opposition, som riktade sig dels mot den rigorösa kyrkotukten, dels mot främlingsväldet (Calvin hade låtit massor av fransmän och även italienare invandra och få inflytande). Först efter en tioårig, hänsynslös kamp 1546–1555, vars mest uppseendeväckande moment är processen mot Miguel Serveto och hans avrättning 1553, lyckades Calvin trygga sin ställning. Under sina återstående år var han obestritt Genèves icke blott kyrklige utan även politiske ledare, och styrde helt landet efter sin vilja. Han utsträckte nu sitt inflytande till stora delar av Europa genom sin omfattande korrespondens och genom de skaror av evangeliskt sinnade, som från alla håll kom till Genève och fick utbildning vid dess akademi, som under Calvins styre fick en blomstringstid.

## Läror[10]

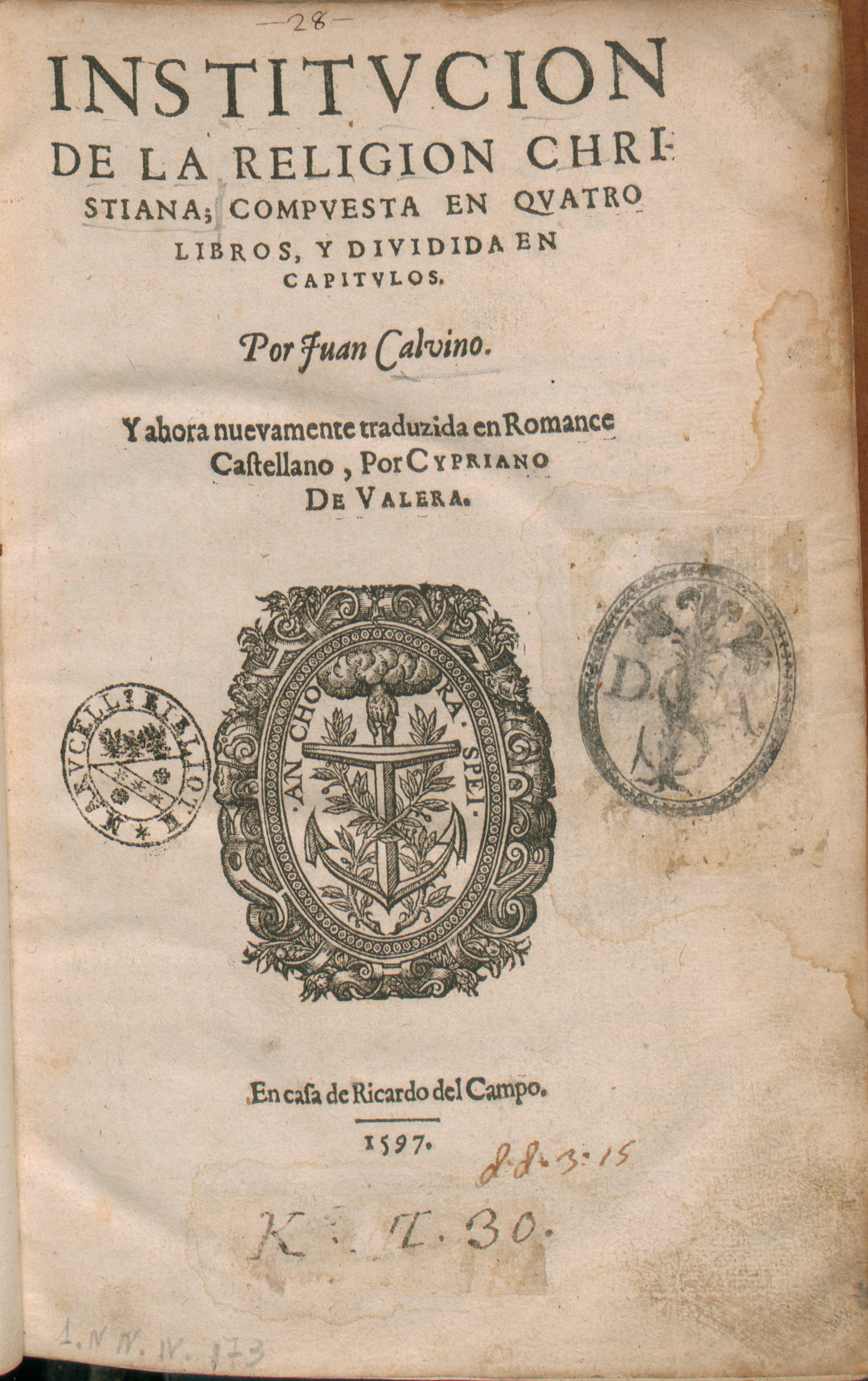
Institutio christianae religionis, 1597

Calvins teologi är en egenartad systematisk utformning av Luthers religiösa grundprincip: frälsningen blott genom Guds nåd i Kristus. Den karaktäriseras av följande huvudpunkter: 
1. I centrum står Guds allmakt, majestät och ära. På Guds eviga förutbestämmelse beror det, att somliga människor blir frälsta, andra fördömda, en predestinationslära. Människan är uteslutande ett medel till Guds förhärligande.
2. Visshet om att vara bestämd till salighet vinner man genom ett liv i Guds tjänst; så blir predestinationläran ett starkt motiv till handling.
3. Normerna för det kristna samhälls- och privatlivet finner Calvin i bibeln, som för honom utan åtskillnad är en för alla tider gällande lag. I vissa avseenden är kalvinismen starkt färgad av Gamla testamentets fromhet.
4. Även kyrkosamfundets organisation är given genom gudomlig instiftan och bibelns anvisningar. Kyrkan är lika med de till salighet predestinerade, men till Guds ära skall inom kyrkosamfundet alla tvingas att åtminstone till det yttre lyda hans bud.
5. I sin nattvardslära bestrider Calvin mot Luther Kristi kroppsliga närvaro, men hävdar mot Huldrych Zwingli att den troende genom nattvarden sätts i förbindelse med Kristi kropp i himmelen.